# Vivantes Klinikum Neukölln
Das Vivantes Klinikum Neukölln (ursprünglicher Name: Kreiskrankenhaus Rixdorf für den Kreis Teltow, späterer Name: Krankenhaus Neukölln) ist seit Januar 2001 ein Krankenhaus der Maximalversorgung des kommunalen Unternehmens Vivantes Netzwerk für Gesundheit GmbH und somit eines der kommunalen Krankenhäuser Berlins. Das Bauensemble sowie die Außenanlagen stehen unter Denkmalschutz.

## Geschichte

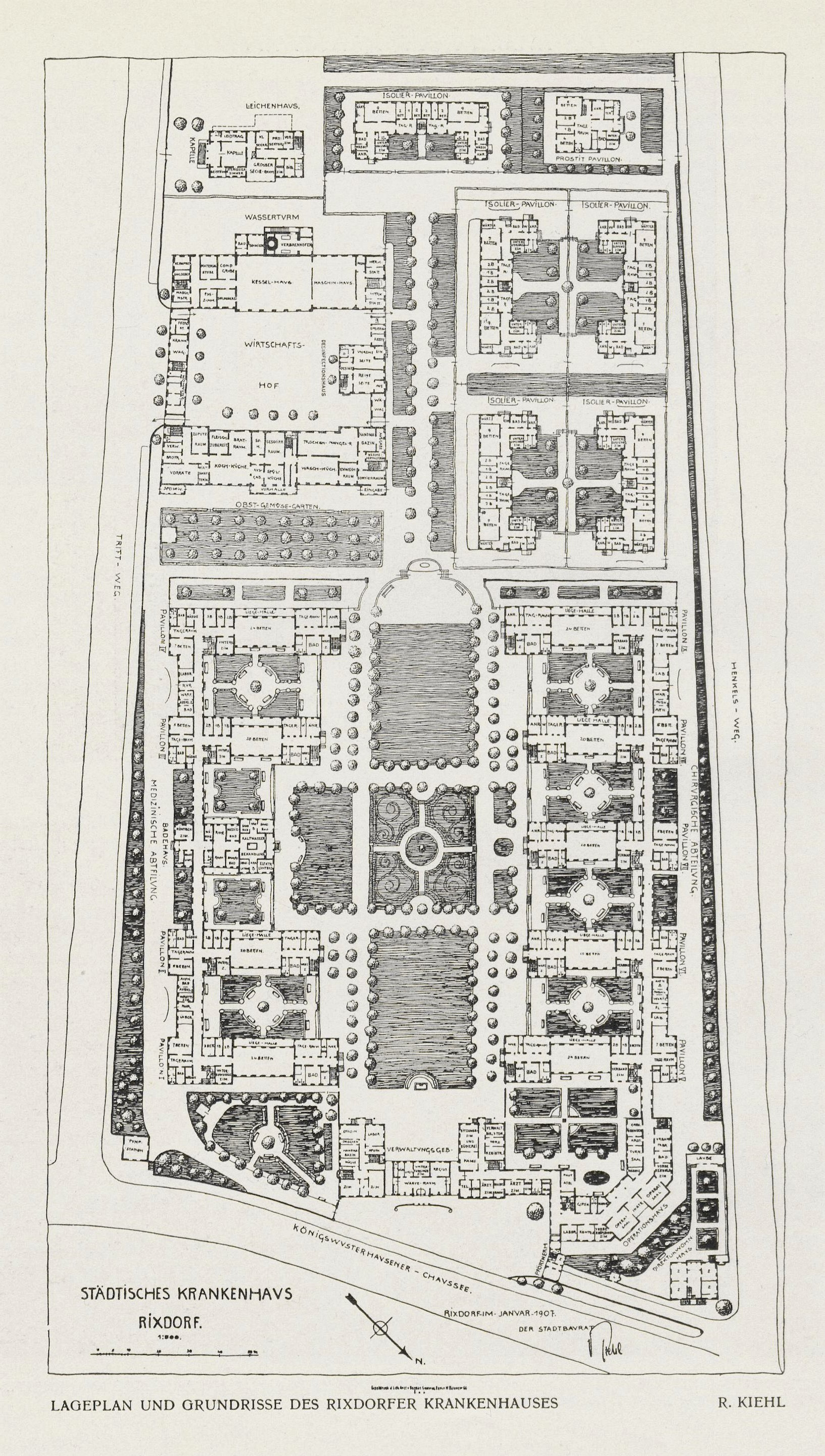
Historischer Lageplan des Krankenhauses Rixdorf, 1909:
Haupteingang auf der Königswusterhausener Chaussee, symmetrische Bebauung mit Pavillons, Operationshaus, Wasserturm, Leichenhaus, Badehaus und etlichen einzelnen medizinischen Abteilungen

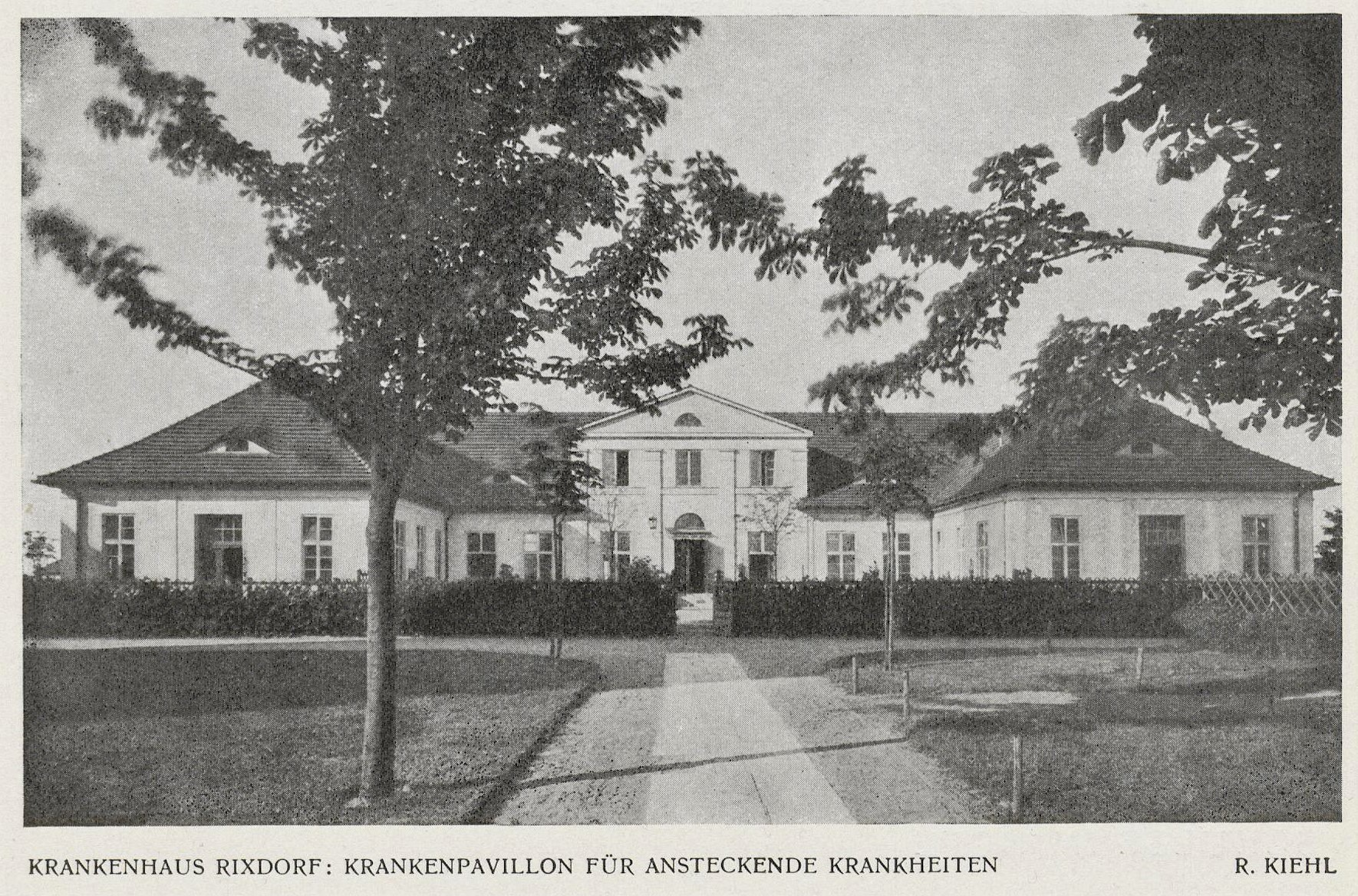
Krankenpavillon für ansteckende Krankheiten des Rixdorfer Krankenhauses, 1911

Architekt Reinhold Kiehl entwarf das Gebäudeensemble Anfang des 20. Jahrhunderts für die rasant wachsende Stadt Rixdorf im heutigen Ortsteil Buckow entworfen. Am 24. Oktober 1909 wurde es nach dreijähriger Bauzeit mit zunächst 450 Betten als Rixdorfer Krankenhaus eröffnet. Ein Kostenvoranschlag aus dem Jahr 1906 bezifferte die Kosten auf 5,7 Millionen Mark (kaufkraftbereinigt in heutiger Währung: 42,6 Millionen Euro).
Wegen des anhaltenden Wachstums der Stadt wurde das Krankenhaus 1911–1913 auf 750 Betten sowie um eine eigene Bäckerei und Schweinezucht erweitert. Mit der Eingemeindung der Vororte in Groß-Berlin verlor das Krankenhaus seinen Status als Kreiskrankenhaus. Die Leitung oblag um 1920 dem Geheimen Sanitätsrat Schneider. Die südliche Straßenbegrenzung der Anlage hieß jetzt Stubenrauchring. Von 1919 bis 1932 wurde das Krankenhaus auf 950 Betten mit HNO- und Augenklinik erweitert.
Nach der „Machtergreifung“ der Nationalsozialisten im Jahr 1933 wurde das Krankenhaus im Sinne des Arierparagraphen arisiert, rund die Hälfte aller Mediziner, unter ihnen die ärztliche Leitung und einige Chefärzte, wurden entlassen. Während des Zweiten Weltkriegs beschädigten alliierte Luftangriffe die Gebäude, allerdings kamen keine Menschen ums Leben. In der Schlacht um Berlin wurde das Krankenhaus von der Roten Armee besetzt. Mit der Teilung der Sektoren nach der bedingungslosen Kapitulation der Wehrmacht wurde es von den Amerikanern übernommen, die es im Februar 1946 wieder verließen.
In den Jahren 1946 bis 1973 ließ die Berliner Stadtverwaltung das Krankenhaus mehrfach erweitern und organisatorisch mit den Häusern Britz, Mariendorfer Weg und Neukölln zusammenlegen. Es kamen die Fachabteilungen Urologie, Hämatologie, Rettungsstelle und Herzchirurgie hinzu. Emil Bücherl führte im Jahr 1968 hier die erste Lungentransplantation in Europa durch.
In den 1990er Jahren zog die Krankenversorgung aus dem Krankenhaus Britz in das Klinikum Neukölln, 2005 zog ebenfalls die Frauenklinik Neukölln in das Gebäude.
Im Jahr 2013 erwarb die Klinikleitung das geriatrische Krankenhaus Ida Wolff, ließ es allerdings als selbstständige Wirtschaftseinheit eintragen. Im Juli des gleichen Jahres eröffnete am Klinikum Neukölln das erste Berliner Zentrum für die zahnärztliche Behandlung von schwer mehrfachbehinderten Menschen. Im Juni 2020 wurde das neue Bettenhaus eröffnet und beherbergt seitdem zusätzlich zwei psychiatrische Stationen und zwei Stationen für Hämatologie und Onkologie. 2021 wurde das „Cancer Center Berlin-Neukölln (CCBN)“ gegründet und durch die Deutsche Krebsgesellschaft (DKG) zertifiziert.

## Ausstattung und Zentren
Das Maximalverorgungskrankenhaus (Vivantes Klinikum Neukölln, KNK) verfügt über 25 Fachabteilungen, zwei Rettungsstellen, 1344 ordnungsbehördlich genehmigte Betten, Computertomographen und zwei Magnetresonanztomographen. Die Kliniken sind in mehrere, zum Teil überregionale, Zentren organisiert. Ein Hauptschwerpunkt ist die Behandlung von Tumorpatienten. Im Cancer Center Berlin-Neukölln (CCBN) arbeiten zehn zertifizierte Organzentren interdisziplinär und interprofessionell zusammen. Darüber hinaus existiert ein neurovaskuläres Zentrum mit interventioneller Neuroradiologie und ein Aortenzentrum. Es gibt eine Stroke Unit sowie mehrere Intensivstationen, darunter eine Weaningstation. Acht psychiatrische Stationen sind vorhanden, eine davon spezialisiert auf Suchtentzug sowie eine auf Krisenintervention, es gibt eine Kinder- und Jugendpsychiatrie und fünf über mehrere Standorte verteilte psychiatrische Tageskliniken für Erwachsene oder Kinder. Außerdem gibt es ein Zentrum für Sozial- und Neuropädiatrie (DBZ).
Zwei Patientenfürsprecherinnen und das Qualitätsmanagement kümmern sich um die Belange der Patienten. In der Klinik werden jedes Jahr rund 125.000 Patienten behandelt, davon 48.000 stationär. Die Klinik ist akademisches Lehrkrankenhaus der Charité.

## Architektur
Die klassische, heute denkmalgeschützte Anlage im Pavillonstil wurde seit ihrer Inbetriebnahme stetig durch zusätzliche Funktionsgebäude auf dem großflächigen Krankenhausgelände im Süden des Ortsteils Buckow erweitert. Unter anderem entstand ein Hauptgebäude, das aus zwei fünfgeschossigen, 315 m langen, parallelen Baukörpern besteht, denen eine Erschließungshalle zwischengeschaltet ist. Entworfen wurde es von Josef Paul Kleihues und Jürgen König. Der Wettbewerb war 1972 oder 1973, die Ausführung begann 1975 oder 1977, Fertigstellung war 1985/1986. Um 2010 wurde ein perinatalklinisches Mutter-Kind-Zentrum errichtet.
Der ebenfalls denkmalgeschützte Wasserturm ist ein unverputzter Backsteinbau, der zusammen mit den Krankenhausbauten geplant und errichtet worden war. Die Technik wurde wohl in den 1960er Jahren stillgelegt. In den 1990er Jahren begannen einige Naturschützer, in unbenutzten höheren Gebäuden Berlins Nester für Greifvögel anzulegen bzw. Brutkästen zu installieren. Auch im Wasserturm des Klinikums siedelten sich Turmfalken in zwei getrennten Nistkästen an, die hier seitdem jährlich mehrere Jungvögel großziehen. Die Tierschützer vom NABU kümmern sich um die geschützten Tiere.
Derzeit wird ein Ersatzneubau an der Rudower Straße errichtet (Einzug voraussichtlich im Jahr 2026), der die Sanierung des Haupthauses des Klinikums ermöglichen soll. Vorgesehen sind eine Rettungsstelle für Erwachsene und Kinder, ein Diagnostikzentrum, ein OP-Zentrum mit 16 OP-Sälen mit intraoperativen MRT, zwei Intensivstationen und vier Normalpflegestationen sowie einem Hubschrauberlandeplatz.